# إلين إس. دالتون
إلين إس. دالتون (بالإنجليزية: Elaine S. Dalton)‏ هي قائدة دينية أمريكية، ولدت في 1 نوفمبر 1946 في أوغدن في الولايات المتحدة.